# Ad Vanderveen

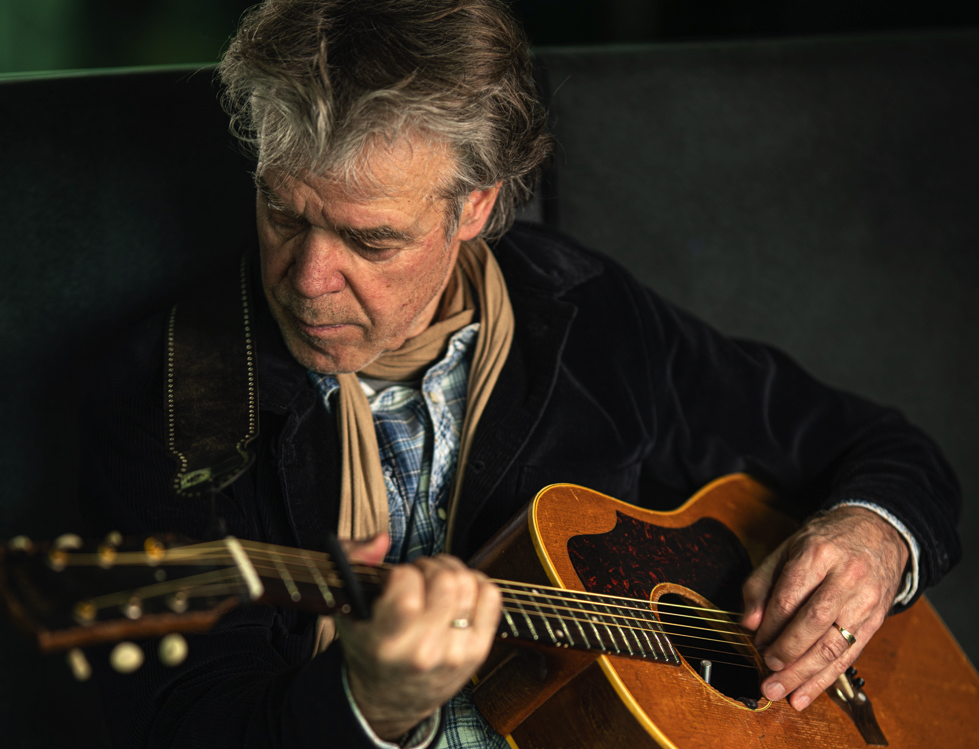
Ad Vanderveen, 2022

Ad Vanderveen (* 21. September 1956 in Hilversum) ist ein niederländischer Songwriter, Gitarrist und Sänger, der in den Genres Roots/Americana aktiv ist.

## Jugend sowie erste musikalische Schritte (1956–1980)
Ad Vanderveen wurde am 21. September 1956 in Hilversum als Arend van der Veen in eine musikalische Familie mit kanadischen Wurzeln geboren. Seine Mutter Sietske van der Ploeg spielte Kirchenorgel, sein Vater Roel van der Veen Akkordeon und Klavier. Allerdings durfte er zuhause nicht Gitarre spielen, da seine Eltern generell nicht von der Hippiekultur der späten 1960er Jahre angetan waren und speziell nicht vom Bier trinken und Songs der Rolling Stones spielen ihres Sohnes im Keller.
Trotzdem spielte er seit seinem 14. Lebensjahr in Rock’n’roll-Bands. Die Band Brinker, bei der er am Bass und als Sänger mitwirkte, bekam einen Plattenvertrag und veröffentlichte im Jahr 1977 zwei Singles; an einem Song war Vanderveen als Co-Autor beteiligt.
Von der Musik leben konnte er allerdings nicht, sondern hatte bis zu seinem 24. Lebensjahr verschiedene bürgerliche Jobs. In einem Interviews aus dem Jahr 2021 sagte Vanderveen, dass Schreiben und Gitarre spielen für ihn eine Notwendigkeit seien und er deshalb – nach anfänglichem Sträuben – auch Sänger werden musste. Musikalisch wurde Vanderveen zuerst beeinflusst von Rolling Stones, Beatles, Kinks und John Lee Hooker, später von Neil Young, Van Morrison, Bob Dylan, Guy Clark und Townes Van Zandt.

## Karriere

### Karrierebeginn (1980–1992)
Im Jahr 1980 gründete Vanderveen seine eigene Band, The Cotton Brothers, die Country-Rock spielte und bei der er am Bass und als Sänger auftrat. Zu dieser Zeit begann er auch, seine Songs öffentlich aufzuführen. Die Band tourte etwa 3 Jahre lang durch die Niederlande und durch Deutschland, bevor sie mit veränderter Besetzung im Jahr 1983 unter dem Namen Personnel das Debütalbum On Strike herausbrachte. Die Aufnahmen stammten aus der Zeit von 1981 bis 1983. Ab dem zweiten Album, Off The Record (1986), spielte Vanderveen nicht mehr Bass, sondern wechselte zur Gitarre,  die sein ursprüngliches Instrument und besser geeignet war, seinen Gesang zu begleiten. In den Folgejahren entwickelte er sich zu einem Multiinstrumentalisten.
Mit Vanderveen am Bass und als Sänger veröffentlichten Roberto Q & The Boppers im Jahr 1981 das Album Backdoor.
Im Jahr 1988 tat sich Vanderveen mit Philip Kroonenberg zusammen, und die Band Personnel, nun primär ein Duo, bekam eine veränderte Besetzung. Auf Tour in Basel in der Schweiz entdeckten sie, dass es nebenan ein mit der Bühne verbundenes Tonstudio gab. So entstand das Live-Album Only (1990). Das zweite und letzte gemeinsame Album, Continuing Stories, wurde im Jahr 1992 in Nashville, Tennessee, zusammen mit Al Kooper, Flaco Jiménez und Al Perkins aufgenommen.
Einige Singles von Personnel waren regelmäßig im Radio zu hören, aber der große Erfolg blieb aus. Die Band löste sich im Jahr 1992 auf.

### Solokarriere und Gemeinschaftsprojekte (seit 1992)
In den Jahren 1991 und 1992 wurde Vanderveen eingeladen, monatlich ein Nachtprogramm für die Sendung Rock City des niederländischen Radiosenders 3FM aufzuführen. Diese Einladung brachte ihn einerseits dazu, solo zu arbeiten und regelmäßig im Folkclub The String in Amsterdam aufzutreten, andererseits wurden Teile dieser Programme im Jahr 1993 als sein erstes Soloalbum, Travel Light, veröffentlicht.
Im selben Jahre begegnete Vanderveen David Olney und spürte sofort eine Verbindung, die auf Gegenseitigkeit beruhte; einige Kollaborationen folgten. Vanderveen sagte dazu, dass er bei David Olney – wie in der Welt der klassischen Musik – gelernt habe und dass dessen Spielen, Singen, Schreiben und Auftreten das sei, was er sich auch für sich wünschen würde. Vanderveens im Jahr 2023 erschienenen Album Only Olney enthält Songs von Olney, die nach Ansicht von Vanderveen zu ihm passen.
Seit dem ersten Album brachte Vanderveen fast jedes Jahr mindestens ein neues Album heraus und arbeitete für einige davon mit internationalen Künstlern wie den Singer-Songwritern David Olney, Eliza Gilkyson und Iain Matthews zusammen, außerdem mit Leland Sklar, Herman Brood, Eric Andersen und John Gorka.
Der kanadisch-/amerikanische Singer-Songwriter Neil Young spielt eine wichtige Rolle in Vanderveens Repertoire. Der niederländische Neil-Young-Fanclub hatte Vanderveen um die Teilnahme an einem Fanclub-Tag gebeten, um dort einige Songs von Neil Young zu interpretieren. In der Folge entstand im Jahr 1998 das Album Ad Vanderveen & The O’Neils. Der Name der Band bezieht sich auf Neil Young.
Seit dem Jahr 2005 arbeitet Vanderveen mit Kersten de Ligny (Gesang, Autoharp, Percussion) zusammen; ihre Stimmen harmonieren und ergänzen sich.
Im Jahr 2017 trat Vanderveen mit Band als Vorgruppe von Van Morrison auf, nachdem Morrison ihm die Ehre erwiesen hatte, ihn persönlich einzuladen. In einem Interviews aus dem Jahr 2021 sagte Vanderveen zu diesem Einblick in das Leben von Morrison, dass er ihn nicht beneiden und sich von einer solchen Maschinerie erdrückt fühlen würde.
Im Februar 2022 erreichte sein Album Candle To You Platz 1 der Euro Americana Charts.
Im selben Jahr kam es zu einer Wiedervereinigung von Vanderveen mit The O’Neils, mit Kersten de Ligny, Timon van Heerdt (Bass), Jan Erik Hoeve (Pedal-Steel-Gitarre, Banjo), Roel Overduin (Schlagzeug). Dies führte Vanderveen wieder zum Spielen von lauter elektrischer Musik, die er für eine Sache der Vergangenheit gehalten hatte. Aus dieser Zusammenarbeit ging 2023 das Doppelalbum Heart Of Every Town hervor, ein Paradebeispiel für den häufigen Wechsel zwischen gedämpften und rockigen Stücken; die erste Seite basiert auf akustischer Gitarre mit Kirchenorgel, aufgenommen in einer Kirche, auf der zweiten Seite basieren dieselben Songs auf E-Gitarre und Garagenband, aufgenommen im Pub.
Vanderveens Platten und Auftritte haben zu einem bescheidenen internationalen Status bei Fans und Musikerkollegen geführt. Seine Konzerte bieten eine Mischung aus neuen Songs und Klassikern aus seinem umfangreichen Repertoire.
Seit dem Jahr 2023 moderiert Vanderveen beim niederländischen Internet-Radiosender 40UP Radio unter dem Titel Heartfelt & Handmade eine Stunde Musik pro Woche.

## Stil und Wirkung
Einige von Vanderveens Alben haben ein anderes Instrument als Ausgangspunkt – mal ist es eine Kirchenorgel (Heart Of Every Town), mal eine Mandoline, mal eine Mandola (Candle to you). Im letzteren Fall hat er die Songs auf der für ihn damals neuen Mandola geschrieben, was auch zu neuen Ideen und Harmonien führte.
Seine Texte sind oft autobiografisch und handeln von den alltäglichen Dingen in seinem Leben.
Seine Schreibweise ist stets poetisch, nachdenklich, introspektiv, ehrlich und offen.
Seine musikalischen Stile des Roots-Rock mit Country-Folk- und Blues-Elementen reichen von intimen akustischen Liedern als Solokünstler bis hin zu ausdrucksstarken und ausgedehnten elektrischen Improvisationen mit The O’Neils – und allem, was dazwischen liegt.
Sowohl sein akustisches als auch sein elektrisches Gitarrenspiel erinnert oft an Neil Young, ist aber sauberer und technisch ausgefeilter.

## Rezeption
David Olney sagte über Vanderveens Musik, dass sie von einer bemerkenswerten Ehrlichkeit und Bescheidenheit sei, und man in ihr das Gefühl habe, sich auf etwas Tiefes, Kraftvolles zuzubewegen.
Gerrit Schinkel meinte im Jahr 2024 im Magazin Bluestown Music zu Rise In Love, dass Vanderveen weiterhin großartige Alben abliefern würde, auf denen es viel zu genießen gäbe.
Marius Roeting schrieb im Jahr 2023 im Magazin New Folk Sounds, dass Vanderveen vielleicht der kreativste und produktivste Singer-Songwriter in der Americana-Folk-Szene sei.
Lee Zimmerman schrieb im Jahr 2023 im Magazin Goldmine, dass Vanderveen einer der besten Exporte seines Landes sei, ein Singer-Songwriter mit einem ausgeprägten Sinn für Melodie und melodische Gestaltung, und seine Lieder geschmeidig, beruhigend und reich an Gefühlen und ehrlichen Emotionen seien.
Bert van Kessel meinte im Jahr 2020 im Magazin Altcountryforum, dass es erstaunlich sei, wie es Vanderveen gelingen würde, mit dieser enormen Produktion von Alben ein beispiellos hohes Niveau zu halten.
Norbert Tebarts schrieb im Jahr 2011 im Magazin Written in Music, dass Vanderveen einer der besten Musiker der Niederlande sei, aber auch einer der am meisten unterschätzten.

## Privates
Ad Vanderveen und Kersten de Ligny haben im Jahr 2019 geheiratet. Sie leben in Bussum.
Vanderveen hat zwei Söhne und einen Enkel.
Außerhalb der Musik widmet er sich der Meditation, dem Spazierengehen, dem Lesen und versucht allgemein, sich und seine Instrumente in gutem Zustand zu halten.
Vanderveen unterstützt die Organisation WISE, die sich darauf spezialisiert hat, die Welt über verantwortungsvolle Energiequellen zu informieren.

## Diskografie
- Travel Light (the Rock City Sessions) (1993)
- Sooner Or Later (1994)
- Brandnew Everytime (1995)
- Wonders Of The World (1997)
- Ad Vanderveen & The O' Neils (1998)
- Here Now: Songs From The Basement (2000)
- The Iain Ad Venture (2000) mit Iain Matthews
- More Than A Song (2001) mit Iain Matthews und Eliza Gilkyson
- One On One (2001)
- The Moment That Matters (2003) mit The O’Neils, Astrid Young, Iain Matthews, David Olney, Eliza Gilkyson und anderen
- Witness (2003) mit Iain Matthews und Eliza Gilkyson
- Late Bloomer (2004)
- Fields Of Plenty (2005)
- Cloud Of Unknowing (2006)
- Soundcarrier (2007) Live-Auftritt in Eddie’s Attic in Decatur (Atlanta)
- Still Now (2008)
- Faithful To Love (2009)
- Ride The Times (2010) mit Iain Matthews
- Days Of The Greats (2011)
- Driven By A Dream (2012)
- Live At Crossroads (2013)
- Live Labor (2013)
- Beat The Record (2014)
- Presents Of The Past / Requests Revisited (2015)
- The Stellar Cellar Band (2016)
- Worlds within (2017)
- Denver Nevada (2018)
- I was Hank Williams (2018)
- Final Refuge (2019)
- Treasure Keepers (2020)
- Release (2021)
- Candle To You (2022)
- Live in Weimar ’22 (2022)
- Heart of Every Town (2023)
- Only Olney (2023)
- Samos Sessions & Golden Verses (2024)
- Rise In Love (2024)
- Camino Wayside (2025)
- Greetings from Grolloo (2025)